# Club de Campo del Mediterráneo

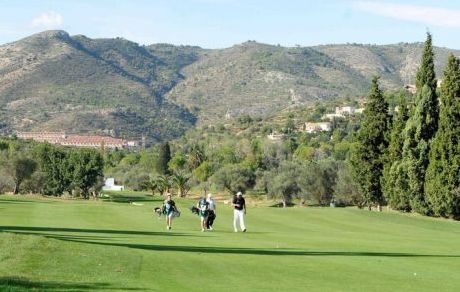
Foto: TIG 2009

De Club de Campo del Mediterráneo is een golfclub ligt bij Borriol, in de heuvels van Castellón ongeveer 80 km ten noorden van Valencia.
De club werd in 1978 opgericht en heeft een 18 holesgolfbaan, acht gravel tennisbanen en een spacentrum. Het baan en het clubhuis werden in 1995 gerenoveerd.
De golfbaan werd ontworpen door Ramón Espinosa. Het landschap is licht glooiend, er staan veel oude olijfbomen, Johannesbroodbomen en parasoldennen.
De vaders van José María Olazabal en Sergio Garcia zijn er teaching-professional. De club is sinds 2008 gastheer van de Castelló Masters Costa Azahar. De eerste editie werd gewonnen door Segio Garcia.